# Sofia Albertsson

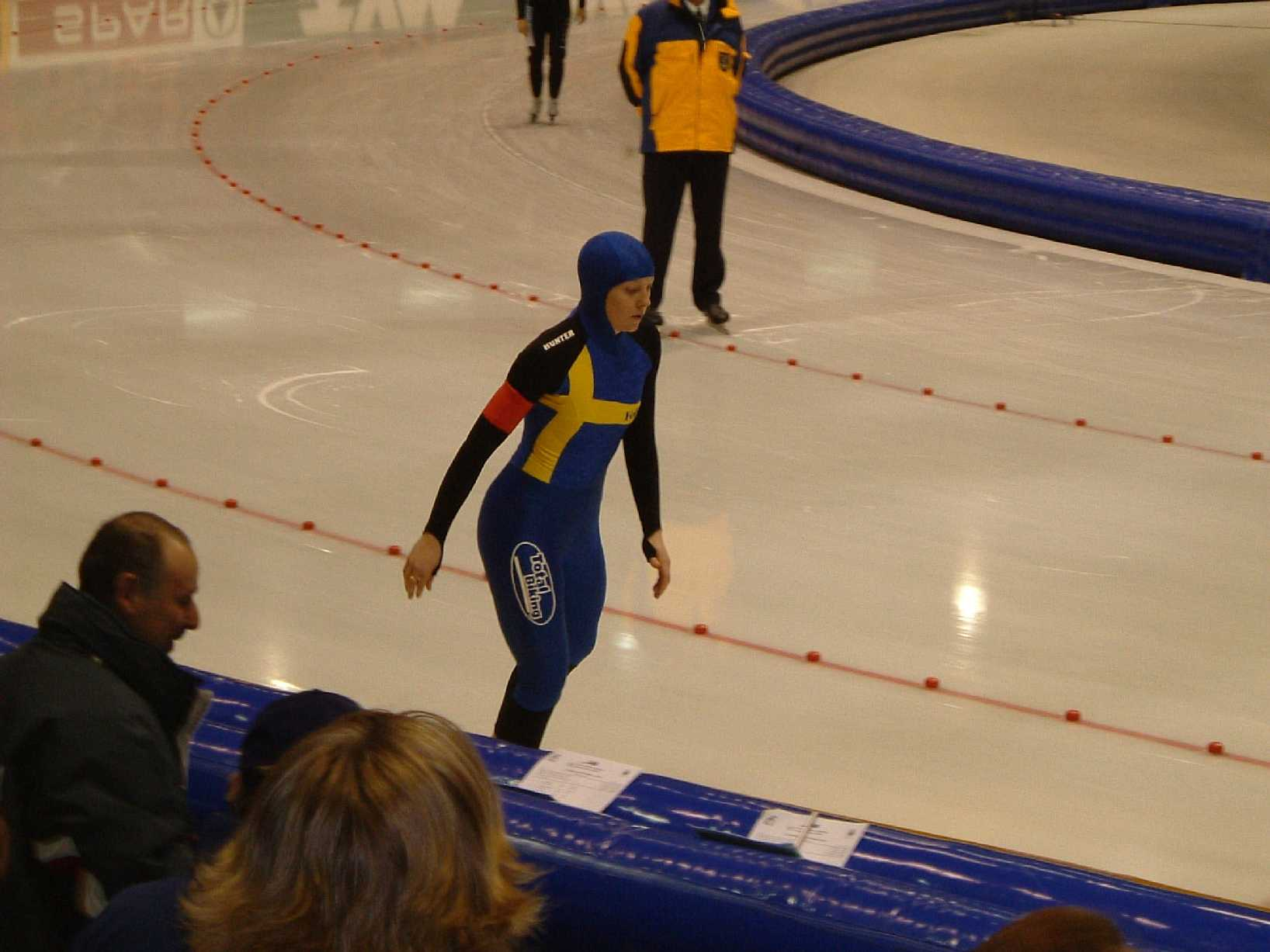
Lena Sofia Albertsson

Lena Sofia Albertsson (Göteborg, 3 oktober 1982) is een voormalig Zweeds langebaanschaatsster.
Albertsson is zesvoudig Zweeds allroundkampioene en tevens drievoudig Zweeds sprintkampioene. Anno 2019 bezit ze nog steeds het nationale record op de 3000 meter.

## Persoonlijke records
| Afstand      | Tijd      | Datum            | Baan           |
| ------------ | --------- | ---------------- | -------------- |
| 500 meter    | 39,92     | 20 januari 2007  | Hamar          |
| 1000 meter   | 1.18,06   | 19 november 2005 | Salt Lake City |
| 1500 meter   | 2.00,34   | 20 november 2005 | Salt Lake City |
| 3000 meter   | 0 4.12,94 | 18 november 2005 | Salt Lake City |
| 5000 meter   | 7.43,81   | 27 november 2004 | Heerenveen     |
| 10.000 meter | 17.40,76  | 20 november 2002 | Göteborg       |

## Resultaten
| Jaar | NK Sprint | NK Allround | EK Allround | WK Sprint | WK Junioren            | Nordic Games                    |
| ---- | --------- | ----------- | ----------- | --------- | ---------------------- | ------------------------------- |
| 1999 |           |             |             |           | NC28                   |                                 |
| 2000 |           |             |             |           | NC21 10e achtervolging |                                 |
| 2001 |           | Goud        |             |           | NC17                   |                                 |
| 2002 | Goud      | Goud        |             |           | 8e                     | 1000m (jr) · 3000m (jr)         |
| 2003 | Goud      | Goud        |             |           |                        | 1000m (neo-sr) · 5000m (neo-sr) |
| 2004 | Goud      | Goud        | NC22        |           |                        |                                 |
| 2005 |           | Goud        | NC18        |           |                        |                                 |
| 2006 |           | Goud        | NC19        |           |                        |                                 |
| 2007 |           |             |             | 24e       |                        |                                 |
| 2008 | Zilver    | NS2         |             |           |                        |                                 |